# اینگرید وولف
اینگرید وولف (انگلیسی: Ingrid Wolff؛ زادهٔ ۱۷ فوریه ۱۹۶۴) ورزشکار هاکی روی چمن اهل پادشاهی هلند است.
وی در مسابقات کشوری و بین‌المللی در مجموع برندهٔ ۲ مدال طلا، ۲ مدال برنز شده‌است.